# Pierre Wooten
Pierre Wooten, né le 10 août 1980 à Memphis (Tennessee), est un joueur américain de basket-ball. Il joue au poste de meneur. 

## Clubs
- 1999-2003 :  Winthrop University (NCAA)
- 2003-2004 :  KC Dombovar (Hongrie) puis  Oak Renault (TBL)
- 2004-2005 :  Cleveland Majic (WBA)
- 2005-2006 :  Saint-Quentin (Pro B)
- 2006-2007 :  Besançon (Pro A) puis New Zealand Breakers (NBL)
- 2007-2008 :  Liberec (République tchèque)
- 2008-2009 :  Quimper (Pro B)
- 2009-2010:  Boncourt (Suisse)